# Lea von Bidder
Lea von Bidder, née en 1990 à Zurich, est une entrepreneuse suisse.  
Elle grandit en Suisse dans une famille d'entrepreneurs. Elle effectue ses études à HEC Montréal au Canada et à l'Université de Saint-Gall en Suisse. En parallèle elle travaille et part en Inde pour créer sa première start-up : L’Inouï Chocolates Private Limited.
De retour en Suisse en 2014, elle fonde la société Ava qui lance en 2016 le premier bracelet de suivi hormonal pour les femmes avec l'objectif d'améliorer la condition féminine et la santé sexuelle et reproductive des femmes. Son parcours et ses réalisations sont reconnus à l'échelle nationale et internationale. 
Lea von Bidder a obtenu de nombreuses distinctions et prix pour ses avancées technologiques dans le domaine de la santé des femmes. Elle est considérée comme un modèle de leadership féminin et est sélectionnée par le magazine Forbes en 2018 pour être inscrite sur la liste des 30 jeunes entrepreneurs de moins de 30 ans les plus importants du secteur de la santé en 2018,.  

## Formation et parcours de vie
Lea von Bidder a grandi en Suisse dans une famille d'entrepreneurs avec l'ambition de créer sa propre entreprise.
Elle suit des études à HEC Montréal au Canada et à l'Université de Saint-Gall en Suisse, où elle obtient un Bachelor en business administration et management en 2011. Elle obtient, par la suite, un master spécialisé en entrepreneuriat international en 2012 à l'EM Lyon Business School en France, complété par un séjour d’études en Chine, à l’Université du Zhejiang, et aux États-Unis, à l’Université Purdue dans l’Indiana.
En parallèle de ses études, Lea von Bidder travaille chez Kepler Capital Markets en tant qu'assistante de recherche sur les actions d'entreprises avant de faire un stage en marketing et finance chez Procter & Gamble à Francfort puis chez Estin & Co avant de créer elle-même sa première start-up.

## Fondatrice de start-ups

### Première start-up: L'inouï Chocolates Private Limited
À 22 ans, Lea von Bidder décide de partir en Inde à Bangalore pour monter sa première société aux côtés d'Anusha A. Chowdaiah, une amie d'université,. Elles fondent alors l'entreprise L’Inouï Chocolates Private Limited, une marque de chocolats belges de luxe qu'elle considère comme un tournant dans sa vie. Cette étape lui permet alors de réaliser ce que cela implique de convertir une idée sur le papier en véritable entreprise et la propulse dans le monde de l'entreprenariat.

### Création de l'entreprise Ava
De retour en Suisse en 2014, elle fonde la société Ava aux côtés de ses 3 amis Pascal König, Peter Stein et Philipp Tholen. Elle lève environ 45 millions de dollars auprès de leurs investisseurs dont 2,6 millions de dollars auprès de la Banque cantonale zurichoise et de Swisscom,,.
Lea von Bidder déménage ensuite à San Francisco en 2015 pour devenir responsable du marketing de l'entreprise et cheffe du bureau de la Silicon Valley,. Par la suite, elle évolue de son poste de vice-présidente du département de marketing et devient officiellement la PDG d'Ava dès 2020.
En juillet 2022, Lea von Bidder annonce l'acquisition de sa start-up Ava par FemTech Health, un fournisseur américain de produits axés sur la santé des femmes basé à Houston.

#### L'idée de base d'Ava
À l'origine de la création d'Ava, Lea von Bidder s'est lancée la mission de trouver des solutions à des besoins non satisfaits concernant les avancées technologiques dans l'amélioration de la condition féminine et de la santé sexuelle des femmes,.
Lea von Bidder explique que les avancées technologiques actuelles permettent des progrès dans bien des domaines mais déplore que rien n’a jamais été créé pour suivre efficacement le cycle menstruel des femmes. Depuis les années 1920, les femmes utilisent le même moyen pour mesurer leur cycle, à savoir la température, un moyen considéré peu fiable par les scientifiques et qui ne permet pas aux femmes cherchant à tomber enceinte, de détecter leurs jours de fertilité. C’est dans cet esprit que l’idée du bracelet Ava est né dans les bureaux zurichois de la start-up de Lea von Bidder.
Ava a pour mission de faire progresser la condition féminine et c'est ainsi que Lea von Bidder a imaginé ce bracelet connecté qui permet de mesurer la fenêtre de fertilité des femmes cherchant à être enceintes. L’ambition de Lea von Bidder est qu’Ava ait un impact positif sur les différentes phases de la vie d’une femme : non seulement avant et pendant une grossesse, mais également pour prévenir les grossesses non désirées ou pendant la ménopause. Lea von Bidder lance ainsi en 2016 le tout premier bracelet de suivi hormonal pour les femmes. Le bracelet est doté d'une technologie développée au CSEM (Centre suisse d'électronique et de microtechnique), en partenariat avec l'EMPA (les laboratoires fédéraux d'essai des matériaux et de recherche) et l'hôpital universitaire de Zurich. Les capteurs du bracelet d'Ava collectent des données tout au long de la nuit et détectent à l'avance une moyenne d'au moins cinq jours fertiles par cycle. La technologie mesure neuf paramètres avec lesquels sont reconnus les changements dans les hormones œstradiol et progestérone pertinentes pour le cycle. Les utilisatrices portent le bracelet Ava pendant leur sommeil et celui-ci se synchronise automatiquement avec l'application Ava au matin.
En plus d'améliorer la condition féminine et la santé sexuelle et reproductive des femmes à travers cette technologie, Lea von Bidder explique également vouloir améliorer les relations de couples qui cherchent à concevoir un enfant. Elle explique qu'après une vie passée à essayer d'éviter une grossesse, les couples qui commencent à essayer de concevoir ne réalisent souvent pas à quel point il peut être difficile de tomber enceinte. Ava est aujourd'hui considérée comme une entreprise pionnière dans le secteur en croissance des « femtech », des technologies centrées sur les besoins féminins,.

#### Couverture médiatique
Sous la direction de Lea von Bidder, Ava a obtenu une couverture médiatique parmi les principaux médias américains, dont USA Today, Forbes, Wired, le Today Show et la BBC. Lea von Bidder est intervenue à de nombreux évènements de technologie comme la Consumer Technology Association et à TechCrunch Disrupt. Par ailleurs, elle a également écrit plusieurs articles sur des questions liées aux femmes entrepreneuses et aux innovations en matière de santé numérique pour les femmes.

#### Distinctions et prix reçus
Lea von Bidder a été récompensée pour les avancées technologiques qu'elle a apportées dans le domaine de la santé et les progrès en matière de santé sexuelle et reproductive des femmes. Elle a été nommée par l'Université de Saint-Gall HSG Founder of the Year 2017, en tant que représentante de la société Ava. Le prix de la Fondation Werner Jackstädt s'élevait à une valeur de 10 000 CHF.
Grâce aux idées de Lea von Bidder en matière de technologie médicale, la société Ava a remporté la première place des Swiss Startup Awards pour la deuxième fois consécutive en septembre 2018 et le Swiss Medtech Award en juin 2018,. Le bracelet Ava a également reçu le prix Best of Baby Tech CES 2017 de The Bump pour les avancées en matière de fertilité des femmes. L'entreprise de Lea von Bidder a été élue start-up de l'année en Suisse en 2017 et 2018 et a remporté le Swiss Medtech Award en 2018.

## Modèle de leadership féminin
Lea von Bidder représente un modèle de leadership féminin suisse. À l'échelle nationale, elle fait partie des rares entrepreneuses en Suisse. En effet, selon les données de l'Office fédéral de la statistique suisse, seuls 14,5% des entreprises helvétiques ont été fondées par des femmes. La part des femmes à la tête d'entreprises high-tech étant sous-représentée, l'entrepreneuse obtient une reconnaissance internationale lorsqu'elle est sélectionnée parmi les 100 plus importantes fondatrices d’entreprises par le magazine économique américain Forbes en 2016,. Par la suite, elle est inscrite sur la liste des 30 jeunes entrepreneurs de moins de 30 ans (Forbes 30 Under 30) les plus importants du secteur de la santé en 2018.

### Notices dans des manuels de référence
- Grichnik D. & Hess M. (2020). Startup navigator guiding your entrepreneurial journey. Macmillan Education[19].
- Smith T. & Williams T. (2022). Brand fusion purpose-driven brand strategy. Walter de Gruyter GmbH[8].